# Edge Entertainment
Edge Entertainment es una editorial española especializada en los juegos de tablero, cartas, miniaturas, dados, rol, living card games y libros de ficción.

## Historia
Fundada en Sevilla en 1999, la labor editorial de Edge comenzó con la publicación de Heavy Gear, un innovador juego de rol, también acompañado de su propio juego de miniaturas, al que siguieron nuevos títulos.
Años más tarde, la oferta de Edge Entertainment se amplió significativamente al incluir Ciudadelas, un juego que abrió en España el mercado especializado de los juegos de cartas no coleccionables y que se convirtió en el clásico que es hoy.
Poco después de lanzar Munchkin, uno de los juegos de cartas más populares de todos los tiempos, se publicó el primero de sus juegos de tablero, A Través del Desierto, al que seguirían muchos otros, hasta hacer posible una oferta realmente abundante y diversa, que va desde el divertido Zombies!!! , pasando por clásicos modernos como ¡Aventureros al Tren!, o juegos ganadores de los más prestigiosos galardones como Sherlock Holmes Detective Asesor o Caylus, o aclamados por la crítica especializada como Alta Tensión o Cosmic Encounter, hasta llegar a verdaderas superproducciones de este campo del ocio especializado, como Zombicide, Descent, Arkham Horror o Las Mansiones de La Locura Segunda Edición. 
A día de hoy, Edge Entertainment cuenta con un variado catálogo de juegos.

## Juegos de rol
Nota aclaratoria: en todos los juegos de la lista los años entre paréntesis indican el año de publicación en España por Edge Entertainment, y no el año de publicación en el país de origen del juego en caso de tratarse de un juego traducido.
- Heavy Gear[1] (2000)
- Unknown Armies[2] (2000)
- Violencia[3] (2001)
- All Flesh Must Be Eaten[4] (2001)
- Feng Shui[5] (2001)
- Frankenstein faktoria[6] (2002)
- De Profundis[7] (2002)
- Witchcraft[8] (2003)
- Puppetland[9] (2003)
- Sláine[10] (2003)
- HeroQuest[11] (2004)
- Redención[12] (2004)
- Conan, el juego de rol[13] (2005)
- Silhouette Core[14] (2005)
- Anima: Beyond Fantasy[15] (2005)
- La Leyenda de los Cinco Anillos[16] (2006)
- Gear Krieg[17] (2006)
- Los esoterroristas[18] (2008)
- El rastro de Cthulhu[19] (2008)
- Dark Heresy[20] (2008)
- Mundodisco, el juego de rol[21] (2009)
- Canción de hielo y fuego[22] (2010)

## Juegos de tablero
- Wings of War (2004)
- Zombies!!! (2004)
- Descent: Viaje a las Tinieblas (2007)
- Battlestar Galactica (2009)
- Las Mansiones de la Locura (2011)

## Juegos de miniaturas
- Warmachine[23] (2004)
- Hordes[24] (2006)
- Dust Tactics (2012)

## Juegos de cartas
- Illuminati
- Dungeoneer (2003)
- Munchkin (2004)
- Rigor Mortis: ¡Sí, señor oscuro!
- Fuzztoons (2005)
- La leyenda de las arenas ardientes[25] (2008)
- La llamada de Cthulhu, el juego de cartas (2009)
- Crisis (2009)
- 4 en letras (2014)

## Historietas
- Domo, el manga[26] (2009)
- Star Trek, Kakan ni shinkou[27] (2009)
- Star Trek, Shinsei shinsei[28] (2009)

## Libros
- Los nuevos Mitos de Cthulhu[29] (2011)
- Las mil caras de Nyarlathotep[30] (2012)
- Donde reside el horror[31] (2014)
- Ritos de Dunwich[32] (2017)
- Adoradores de Cthulhu[33] (2017)